# AAA プロトコル
AAA プロトコル（AAA protocol）は、コンピュータセキュリティにおいて、Authentication（認証）、Authorization（許可）、Accounting（課金やユーザーのアクセス情報の収集）の頭文字を取ったものである。

## 概要
認証（Authentication）　信頼できるかどうか。本人であるかを確かめる。

認可（Authorization）　サービス利用の権限を持っているか。ユーザごとに制限する。

課金（Accounting）　ユーザ情報を収集する。ログに記録する。

- RFC2194は RADIUS対応　AAAサーバを規定。[1]
- RFC2477は Authentication とAccountingを規定。[2]
- RFC2881は AAAサーバを規定[3]

## ユニバーサルAAAインフラストラクチャ
AAAを必要とする多様なサービスに対して同一のインタフェースを提供する。

## 規定
AAAについては次のRFCなどで規定している。
- RFC 2194 - Review of Roaming Implementations
- RFC 2477 - Criteria for Evaluating Roaming Protocols
- RFC 2881 - Network Access Server Requirements Next Generation (NASREQNG) NAS Model
- RFC 2903 - Generic AAA Architecture
- RFC 2904 - AAA Authorization Framework
- RFC 2905 - AAA Authorization Application Examples
- RFC 2906 - AAA Authorization Requirements
- RFC 3169 - Criteria for Evaluating Network Access Server Protocols
- RFC 3539 - AAA Transport Profile